# Солка (Сучава)
Солка (рум. Solca) насеље је у Румунији у округу Сучава у општини Солка. Oпштина се налази на надморској висини од 472 m.

## Становништво
Према подацима из 2002. године у насељу је живело 2513 становника.

### Попис2002.
| Расподела становништва по националности 2002.‍ | Расподела становништва по националности 2002.‍ | Расподела становништва по националности 2002.‍ | Расподела становништва по националности 2002.‍ | Расподела становништва по националности 2002.‍ |
| --------------------------------------------- | --------------------------------------------- | --------------------------------------------- | --------------------------------------------- | --------------------------------------------- |
|                                               |                                               |                                               |                                               |                                               |
| Румуни                                        | Румуни                                        |                                               | 2.461                                         | 98,2%                                         |
| Роми                                          | Роми                                          |                                               | 12                                            | 0,5%                                          |
| Немци                                         | Немци                                         |                                               | 33                                            | 1,3%                                          |